# Liste von Kunstwerken im öffentlichen Raum in Hagen
Die Liste von Kunstwerken im öffentlichen Raum in Hagen gibt einen Überblick über Kunst im öffentlichen Raum, unter anderem Skulpturen, Plastiken, Landmarken und andere Kunstwerke in Hagen. Es besteht kein Anspruch auf Vollständigkeit.

## Kunstwerke in Hagen
| Bezeichnung                                          | Standort                                                                                     | Koordinaten                 | errichtet        | Künstler                        | Anmerkungen | Bild |
| ---------------------------------------------------- | -------------------------------------------------------------------------------------------- | --------------------------- | ---------------- | ------------------------------- | --- | ---- |
| Kriegerdenkmal Dahl                                  | Dahler Straße 65, Park neben der Kath. Kirche Dahl                                           | 51° 18′ 15″ N, 7° 31′ 46″ O | 1957             | Ewald Mataré                    | Stahlkugel mit Mosaikspruchband, 24 Stahlplatten mit Namen gefallener Soldaten |      |
| Brunnen                                              | Friedrich-Ebert-Platz, Hagen-Mitte                                                           | 51° 21′ 30″ N, 7° 28′ 24″ O | 1964/1965        | Ewald Mataré                    | Eisen, Beton, Durchmesser 10 m, ca. 4 m hoch |      |
| Wandmosaik                                           | Realschule Haspe, Kurze Straße 3, Hagen-Haspe                                                | 51° 20′ 54″ N, 7° 25′ 48″ O | 1955/1956        | Emil Schumacher                 | Das Mosaik zeigt bunte Schmetterlinge, 600 × 400 cm |      |
| Scherbenmosaik                                       | Hauswand Jugendherberge, Eppenhauser Straße 65 A, Hagen-Eppenhausen                          | 51° 21′ 45″ N, 7° 29′ 51″ O | 1956             | Emil Schumacher                 | Mosaik in Eisen gefasst, 3,50 × 2,50 m |      |
| Scherbenmosaik                                       | Stadtgartenallee, Wehringhausen                                                              | 51° 21′ 11″ N, 7° 28′ 4″ O  | 1957             | Emil Schumacher                 | Mosaik aus Fliesenscherben an Hauswand vom Restaurant Kaisergarten, 7 × 3 m |      |
| Bahnhofsfenster                                      | Hauptbahnhof, Ausgang Innenstadt                                                             | 51° 21′ 44″ N, 7° 27′ 41″ O | 1910             | Jan Thorn Prikker               | Glasgemälde, Breite 9 Meter, Höhe 3,60 Meter |      |
| Streetart                                            | Giebelseite Böhmerstraße 11, Hagen-Mitte                                                     | 51° 21′ 17″ N, 7° 28′ 31″ O | 2022             | The Weird                       | Friedrich Harkort, der Vater des Ruhrgebiets. Wandgemälde 9 × 4 m |      |
| Streetart                                            | Schlachthofstraße 1, Hagen-Wehringhausen                                                     | 51° 21′ 11″ N, 7° 27′ 7″ O  | 2017             | Guido Zimmermann                | Freiluftgalerie „Urban Heroes Art-Festival“ |      |
| Streetart                                            | Christian-Rohlfs-Straße 14, Hagen-Wehringhausen                                              | 51° 21′ 17″ N, 7° 27′ 43″ O | 2016             | Radon David , Rockie The Weird. | Freiluftgalerie „Urban Heroes Art-Festival“ |      |
| Streetart                                            | Schillerstraße 2, Hagen-Eckesey                                                              | 51° 22′ 41″ N, 7° 27′ 23″ O | 2016             | Martin Bender                   | Freiluftgalerie „Urban Heroes Art-Festival“ |      |
| Brüderchen und Schwesterchen                         | Lennepark, Hagen-Hohenlimburg                                                                | 51° 21′ 11″ N, 7° 33′ 59″ O | 1963             | Theo Akkermann                  | Bronze-Skulptur, 160 cm hoch |      |
| Kaltwalzer-Denkmal                                   | Lennepark, Stennertbrücke, Hagen-Hohenlimburg                                                | 51° 21′ 10″ N, 7° 34′ 2″ O  | 1960/1961        | Theo Akkermann                  | Bronze-Skulptur, 202 cm hoch. Kaltwalzer in seiner typischen Schutzkleidung mit einer Bandstahlrolle |      |
| Drei Knaben                                          | Realschule Hohenlimburg, Im Kley 32, Hagen-Elsey                                             | 51° 21′ 50″ N, 7° 34′ 9″ O  | 1960er Jahre     | Theo Akkermann                  | Skulpturengruppe, Bronze 203 cm hoch |      |
| Warmwalzer-Denkmal                                   | Stennertbrücke, Hagen-Hohenlimburg                                                           | 51° 21′ 6″ N, 7° 34′ 0″ O   | 1959             | Engelbert Kaps                  | Bronze-Skulptur, 3 m hoch, 700 kg schwer. Ein Arbeiter der Stahlband schleudert – ein typischer Arbeitsschritt beim Warmwalzen |      |
| Abstrakte Skulptur                                   | Bahnstraßen-Kreisel, Hagen-Hohenlimburg                                                      | 51° 20′ 57″ N, 7° 34′ 18″ O | 2015             | Peter Müller                    | Corten-Stahl, 5,30 m hoch, 3,5 Tonnen schwer |      |
| Relief                                               | Fernmeldeamt, Theaterplatz, Hagen-Mitte                                                      | 51° 21′ 35″ N, 7° 28′ 0″ O  | 1988             | Helmut Lander                   | Auf hochglanzpolierte spiegelnde Edelstahlplatten sind in Bronzeguss ausgeführte Figuren montiert, die sich durch Spiegelung verdoppeln. 5 × 14 m |      |
| Vier stehende weibliche Figuren                      | Stadttheater, Theaterplatz, Hagen-Mitte                                                      | 51° 21′ 33″ N, 7° 28′ 1″ O  | 1911             | Milly Steger                    | Statuen aus Sandstein über dem Eingangsportal, 4 m hoch |      |
| Drei figurative Plastiken                            | Buschey-Friedhof, Grünstraße 2, Hagen-Wehringhausen                                          | 51° 21′ 23″ N, 7° 27′ 47″ O | 1903, 1904, 1907 | George Minne                    | Ruhestätte der Familie Osthaus, Marmor und Kalksandstein. „Auferstehender Jüngling“, „Büste einer jungen Frau“ und „Unsterblichkeit“ |      |
| Skulpturen-Gruppe                                    | Dr.-Ferdinand-David-Park, Rathausstraße, Hagen-Mitte                                         | 51° 21′ 31″ N, 7° 28′ 36″ O | 1968             | Eva Niestrath-Berger            | Steinblöcke aus Rotlava, siebenteilig, 250 × 680 × 90 cm |      |
| Die große Kniende                                    | Badstraße, in der Grünfläche vom Ricarda-Huch-Gymnasium, Hagen-Mitte                         | 51° 21′ 38″ N, 7° 28′ 27″ O | 1929             | Margret Dorn-Malin              | Bronze-Skulptur, 133 cm hoch |      |
| Mädchen mit Zöpfen                                   | Astrid-Lindgren-Schule, Delstener Straße 59, Hagen-Delstern                                  | 51° 20′ 37″ N, 7° 30′ 28″ O | 1965             | Waldemar Wien                   | Bronze 109 cm hoch |      |
| Skulptur „Aufsteigend“                               | Haldener Straße 182, vor der Fachhochschule Südwestfalen (Standort Hagen), Hagen-Eppenhausen | 51° 21′ 59″ N, 7° 29′ 53″ O | 1963             | Waldemar Wien                   | Vogel aus Bronze, 3,50 m hoch |      |
| Skulptur „Aufstrebend“                               | Bahnhofstraße Ecke Graf-von-Galen-Ring, Hagen-Mitte                                          | 51° 21′ 41″ N, 7° 27′ 46″ O | 1968             | Waldemar Wien                   | Bronze 700 cm hoch. Die fast eine Tonne schwere Plastik soll den aufstrebenden Handel in Hagen symbolisieren. |      |
| Kirmesbauer mit Gefolge                              | Platz vor dem Hasper Bunker, Voerder-/Kölner Straße, Hagen-Haspe                             | 51° 20′ 50″ N, 7° 25′ 25″ O | 1996             | Bonifatius Stirnberg            | Metall ca. 300 cm hoch, über Spenden finanziert |      |
| Raumzeichen alpha                                    | Karl-Ernst-Osthaus-Straße 47, Hagen-Emst                                                     | 51° 21′ 19″ N, 7° 30′ 21″ O | 1973             | Karl-Ludwig Schmaltz            | 255 × 140 × 100 cm |      |
| Makrokern                                            | Am Bügel 20, Hagen-Kabel                                                                     | 51° 23′ 49″ N, 7° 28′ 40″ O | 1974             | Karl-Ludwig Schmaltz            | 340 × 320 × 280 cm |      |
| Wandplastik                                          | Wohnhaus Buschstraße 101, Hagen-Helfe                                                        | 51° 23′ 31″ N, 7° 29′ 24″ O | 1965             | Elisabeth Altenrichter-Dicke    | Metall mit Mosaiksteinen |      |
| Geöffnete Hand                                       | Helfer Marktplatz, zwischen Fröbelstraße und Helfer Straße, Hagen-Helfe                      | 51° 23′ 35″ N, 7° 28′ 56″ O | 1986             | Elisabeth Altenrichter-Dicke    | Bronze 184 cm hoch |      |
| Skulptur am Finanzamtsgebäude                        | Märkischer Ring Ecke Mollstraße, Hagen-Mitte                                                 | 51° 21′ 38″ N, 7° 28′ 37″ O | um 1925          | Ernst Müller-Blensdorf          | ca. 3 m hohe figurative Sandsteinplastik |      |
| Fritz-Steinhoff-Statue                               | Friedrich-Ebert-Platz, links vor dem Rathausturm, Hagen-Mitte                                | 51° 21′ 29″ N, 7° 28′ 26″ O | 1989             | Walter Grüntgens                | Fritz Steinhoff, ehemaliger Ministerpräsident von Nordrhein-Westfalen. Bronzeplastik ca. 155 cm hoch |      |
| Lesende Frau im Sessel                               | Ecke Rheinstraße/Funckestraße, Hagen-Altenhagen                                              | 51° 21′ 59″ N, 7° 28′ 23″ O | 2013             | Christel Lechner                | Skulptur aus der Serie „Alltagsmenschen“ |      |
| Paar auf einer Bank                                  | Ecke Brunnenstraße/Bülowstraße, Hagen-Eppenhausen                                            | 51° 21′ 45″ N, 7° 29′ 24″ O | 2013             | Christel Lechner                | Skulptur aus der Serie „Alltagsmenschen“ |      |
| Zwei Kuhskulpturen und Brunnen                       | Dorfplatz in Hagen-Holthausen                                                                | 51° 21′ 10″ N, 7° 32′ 54″ O | 1991             | Michael Odenwaeller             | Ermöglicht durch die Stiftung „Käte und Fritz Hoffmann“ |      |
| Windsbräute                                          | Vor der Stadthalle Hagen, Wasserloses Tal                                                    | 51° 21′ 12″ N, 7° 29′ 4″ O  | 1984             | Jürgen Weber                    | Bronze, Kalkstein, 460 cm hoch |      |
| Karl Halle Statue                                    | Johanniskirchplatz, Hagen-Mitte                                                              | 51° 21′ 19″ N, 7° 28′ 40″ O | 2008             | Uwe Will                        | Bronze-Statue, 205 cm hoch, Sockel Hohenlimburger Kalkstein |      |
| Martin Luther Statue                                 | Johanniskirchplatz, Hagen-Mitte                                                              | 51° 21′ 21″ N, 7° 28′ 40″ O | 2017             | Uwe Will                        | Bronze-Statue |      |
| Skulpturen Karl Ernst Osthaus und Henry van de Velde | Elbershallen Hagen, Dödterstraße 10, Hagen-Oberhagen                                         | 51° 21′ 11″ N, 7° 28′ 54″ O | 2012             | Uwe Will                        | Skulpturen aus gegossenem Spezialbeton. Gestiftet vom Rotary Club Hagen |      |
| Bettermann Statue                                    | Grünanlage Ecke Heinitz-/Bülowstraße gegenüber dem Landgericht Hagen                         | 51° 21′ 50″ N, 7° 28′ 52″ O | 2013             | Uwe Will                        | Bronze-Statue des Malers Hermann Bettermann (1908–1993), 210 cm hoch |      |
| Carl-Johann-Elbers-Büste                             | Elbershallen Hagen, Dödterstraße 10, Hagen-Oberhagen                                         | 51° 21′ 11″ N, 7° 28′ 54″ O | 2024             | Uwe Will                        | Die Plastik zeigt den Unternehmer Carl Johann II. Elbers (1795–1853), der 1822 in Hagen die Textilfabrik Elbers gründete. |      |
| Sgraffito                                            | Wohnhaus Grünstraße 8, Hagen-Wehringhausen                                                   | 51° 21′ 19″ N, 7° 27′ 51″ O | 1951             | Hans Slavos                     | Sgraffito 9 × 4 m |      |
| Sgraffito                                            | Fichte-Gymnasium, Goldbergstraße 20, Hagen-Mitte                                             | 51° 21′ 22″ N, 7° 28′ 10″ O | 1951             | Hans Slavos                     | Sgraffito 14 × 4 m |      |
| Sgraffito „Die drei Elemente“                        | Wohnhaus, Springe 8–10, Hagen-Mitte                                                          | 51° 21′ 18″ N, 7° 28′ 44″ O | ca. 1955         | Elisabeth Altenrichter-Dicke    | Sgraffito 800 × 450 cm |      |
| Sgraffito                                            | Ricarda-Huch-Gymnasium, Aula/Turnhalle Voswinkelstraße 1, Hagen-Mitte                        | 51° 21′ 39″ N, 7° 28′ 31″ O | 1957             | Robert Pudlich                  | Sgraffito mit Mosaikeinlage 5 × 13 m |      |
| Drei-Kaiser-Brunnen                                  | Bodelschwinghplatz Hagen-Wehringhausen                                                       | 51° 21′ 19″ N, 7° 27′ 18″ O | 1902             | Emil Cauer der Jüngere          | Obelisk 7 m hoch |      |
| Knaben-Brunnen                                       | Osthaus Museum Hagen, Hochstraße 73, Hagen-Mitte                                             | 51° 21′ 22″ N, 7° 28′ 24″ O | 1972             | Paul Kussmann                   | Replik nach George Minne |      |
| Glasfenster                                          | Friedhofskapelle im Ostfeld, Iserlohner Straße, Hagen-Hohenlimburg                           | 51° 21′ 44″ N, 7° 34′ 41″ O | 1940             | Elisabeth Coester               | Siebenteiliges Glasfenster |      |
| Der lehrende Christus                                | Friedhof Delstern, Am Berghang 30, Hagen-Delstern                                            | 51° 20′ 45″ N, 7° 30′ 38″ O | 1949             | Ernst Barlach                   | Bronze-Plastik auf dem Ehrengrab des Malers Christian Rohlfs |      |
| Die Klage                                            | Friedhof Delstern, Am Berghang 30, Hagen-Delstern                                            | 51° 20′ 45″ N, 7° 30′ 38″ O | 1911/1912        | Karl Albiker                    | Bronze-Plastik im Eingangsbereich des Friedhofs, 137 cm hoch. Der Stadt Hagen gestiftet |      |
| Apsis                                                | Friedhof Delstern, Am Berghang 30, Eduard-Müller-Krematorium, Hagen-Delstern                 | 51° 20′ 45″ N, 7° 30′ 38″ O | 1906/1907        | Emil Rudolf Weiss               | Glasmosaik teilweise mit eingeschmolzener Goldschicht. Breite 500 cm |      |
| Grabmal Karl Ernst Osthaus                           | Garten des Hohenhofs, Stirnband 10, Hagen-Eppenhausen                                        | 51° 21′ 33″ N, 7° 30′ 47″ O | 1922             | Johannes Ilmari Auerbach        | Grabmal aus Marmor und Porphyr. In der Mitte befindet sich auf einem Sockel ein sterbender Hirsch aus weiß-blauem Marmor, am Boden eine züngelnde Schlange: der Tod! Das Grabmal wurde 1971 von Meran, wo Osthaus beigesetzt wurde, in die Gartenanlage des Hohenhofs nach Hagen transloziert |      |
| Glasfenster                                          | Hohenhof, Stirnband 10, Hagen-Eppenhausen                                                    | 51° 21′ 33″ N, 7° 30′ 47″ O | 1911             | Johan Thorn-Prikker             | „Der Kampf koboldartiger Lichtgeister gegen das Dunkel“; 5 × 160 × 75 cm. |      |
| Schmied                                              | Volkspark Hagen, Hagen-Mitte                                                                 | 51° 21′ 35″ N, 7° 28′ 11″ O | 1913             | Milly Steger                    | Bronze-Skulptur 90 × 60 cm |      |
| Sitzender Junge                                      | Volkspark Hagen                                                                              | 51° 21′ 35″ N, 7° 28′ 11″ O | 1957/58          | Heinrich Holthaus               | Bronze-Skulptur 96 cm hoch |      |
| Eselreiter                                           | Volkspark Hagen                                                                              | 51° 21′ 35″ N, 7° 28′ 11″ O | 1950er Jahre     | Ursula Querner                  | Bronze-Plastik 160 cm hoch |      |
| Sonnenmodell                                         | Volkspark Hagen                                                                              | 51° 21′ 35″ N, 7° 28′ 11″ O | 1969–1971        | Rolf Crummenauer                | Sonnenkugel 139 cm Durchmesser. Stiftung Helmut Horten |      |
| Prähistorische Zeichen                               | Theodor-Heuss-Gymnasium, Humpertstraße 19, Hagen-Ischeland                                   | 51° 22′ 11″ N, 7° 28′ 41″ O | 1965             | Erwin Hegemann                  | Zweiseitiges Mosaik 1,7 × 3,1 m. Dargestellt sind Urformen der Schrift aus der Zeit 2000 vor Chr. |      |
| Eisener Schmied                                      | Stadtmuseum Hagen, Hochstraße Museumsquartier Hagen-Mitte                                    | 51° 21′ 22″ N, 7° 28′ 26″ O | 1915             | Friedrich Bagdons               | Nagelplastik, Eichenholz, Höhe: 377 cm; Breite: 150 cm; Tiefe: 110 cm |      |
| Im Gespräch                                          | Fachhochschule Hagen, Haldener Straße 182, Hagen-Hochschulviertel                            | 51° 21′ 59″ N, 7° 29′ 54″ O | 1963             | Siegfried Erdmann               | Bronze-Skulptur 190 cm hoch |      |
| Wandgestaltung „Kristallform und Organform“          | Fachhochschule Hagen, Haldener Straße 182, Hagen-Hochschulviertel                            | 51° 21′ 59″ N, 7° 29′ 54″ O | 1964             | Rolf Crummenauer                | Aluminiumguss ca. 900 × 270 cm, 472 einzelne Sandgussteile sind zusammengepasst. |      |
| Roter Platz                                          | Fernuniversität Hagen, Universitätsstraße 1, Hagen-Hochschulviertel                          | 51° 22′ 39″ N, 7° 29′ 43″ O | 1997             | Bogomir Ecker                   | Aluminiumguss auf Stahl rot lackiert, 200 × 1400 cm |      |
| Stahlwinkel                                          | Fernuniversität Hagen, Universitätsstraße 1, Hagen-Hochschulviertel                          | 51° 22′ 39″ N, 7° 29′ 43″ O | 1997             | Jan Meyer-Rogge                 | Beton und Edelstahl, Betonscheibe 900 × 500 cm, Stahlwinkel langer Schenkel 500 cm, kurzer Schenkel 320 cm. |      |
| Kniende                                              | Volmepark Hagen, Hagen-Mitte                                                                 | 51° 21′ 37″ N, 7° 28′ 22″ O | 1938             | Ivo Beucker                     | Bronze-Skulptur 147 cm hoch |      |
| Lehrer und Schüler                                   | Cuno-Berufskolleg I Hagen, Viktoriastraße 2, Hagen-Mitte                                     | 51° 21′ 26″ N, 7° 28′ 9″ O  | 1951             | Kurt Schwippert                 | Bronze-Skulptur 185 cm hoch |      |
| Mutter mit Kind                                      | Volmepark Hagen, Hagen-Mitte                                                                 | 51° 21′ 38″ N, 7° 28′ 18″ O | 1950             | Karel Niestrath                 | Muschelkalk 135 cm hoch |      |
| Skulptur für Wasser und Licht                        | Sparkassen-Karree, Körnerstraße, Hagen-Mitte                                                 | 51° 21′ 33″ N, 7° 28′ 22″ O | 2006             | Heinz Mack                      | Acrylglas-Stele um Metalltrichter mit Leuchtdioden, 150 × 150 × 170 cm |      |
| Brunnen Vogelschwarm                                 | Volkspark Hagen, Hagen-Mitte                                                                 | 51° 21′ 35″ N, 7° 28′ 11″ O | 2001             | Ulrich Westerfrölke             | Wasserkinetisches Objekt, Edelstahl bis 330 cm hoch |      |
| Junge an der Leiter                                  | Cuno-Berufskolleg, Bergstraße 79, Hagen-Mitte                                                | 51° 21′ 24″ N, 7° 28′ 7″ O  | 1963             | Heinrich Holthaus               | Bronze-Skulptur 192 cm hoch |      |
| Adel der Arbeit                                      | Gesamtschule Haspe, Kirmesplatz 2, Hagen-Haspe                                               | 51° 20′ 48″ N, 7° 25′ 5″ O  | 1935             | Hans Dorn                       | Sandstein 200 cm hoch |      |
| Kaiser Friedrich III.                                | Bleichplatz, Eilper Straße, Hagen-Eilpe                                                      | 51° 20′ 49″ N, 7° 29′ 41″ O | 1899             | Emil Cauer der Jüngere          | Bronze, Steinsockel aus grünem Granit ca. 600 cm hoch |      |
| Denkmal für die Märzgefallenen                       | Rembergfriedhof, Eickertstraße, Hagen-Remberg                                                | 51° 21′ 31″ N, 7° 29′ 28″ O | 1921             | Siegfried Meinardus             | Skulptur lebensgroß aus Stein |      |
| Ehrenmal                                             | Herbecker Weg, Hagen-Herbeck                                                                 | 51° 22′ 13″ N, 7° 31′ 50″ O | 1925             | Hans Dammann                    | Sockel mit bronzenen Soldaten in gebückter Haltung |      |
| Ehrenmal                                             | Hammerstein Osthofstraße, Hagen-Boele                                                        | 51° 23′ 48″ N, 7° 28′ 37″ O | 1927             | Hans Dammann                    | Ehrenhain mit vier Säulen, gekrönt von steinernen Fackeln und einem Soldaten im Zentrum. |      |
| Pinguine                                             | Schulhof des Ricarda-Huch-Gymnasiums, Voswinckelstraße 1, Hagen-Mitte                        | 51° 21′ 41″ N, 7° 28′ 27″ O | vor 1940         | Heinrich Hawick                 | Bronze 77 cm hoch, sign.: HH |      |
| Relief „Arbeiter mit Stahlband“                      | Wohnhaus, Potthofstraße 5, Hagen-Mitte                                                       | 51° 21′ 25″ N, 7° 28′ 38″ O | 1959             | Hans Walther                    | Eisenrelief 300 × 250 cm |      |
| Edelstahlskulptur                                    | Vorgarten Eduard-Müller-Straße 2, Hagen-Ischeland                                            | 51° 21′ 58″ N, 7° 28′ 37″ O | 1966             | Erwin Hegemann                  | Edelstahlstäbe und -drähte, 90 × 360 cm |      |
| Freiplastik                                          | Ernst-Eversbusch-Schule, Berliner Straße 109, Hagen-Haspe                                    | 51° 20′ 55″ N, 7° 25′ 45″ O | 1969             | Carlernst Kürten                | Edelstahl, 250 × 120 × 200 cm |      |
| Plastik                                              | Zufahrt Polizeipräsidium Hagen, Hagen-Hoheleye                                               | 51° 22′ 49″ N, 7° 29′ 17″ O | 1981             | Ladis Schwartz                  | Bronze, 180 cm hoch, 100 cm Stellkreis |      |
| Bewegung                                             | Bergstraße 83, Hagen-Mitte                                                                   | 51° 21′ 25″ N, 7° 28′ 2″ O  | 1970             | Heinrich Holthaus               | Bronze 160 cm hoch. Sogenannte „Woge“ vor dem ehemaligen Willi-Weyer-Bad (abgerissen), heute vor dem Caritas-Gebäude |      |
| Skulptur                                             | Hauptschule Elsey, Wachtelweg 19–21, Hohenlimburg-Elsey                                      | 51° 21′ 43″ N, 7° 33′ 58″ O | 1972             | Eva Niestrath-Berger            | Anröchter Kalksandstein, 4 tlg., 190 × 390 × 120 cm |      |
| Begegnung                                            | Ev. Krankenhaus Haspe, Brusebrinkstraße 20, Hagen-Haspe                                      | 51° 20′ 53″ N, 7° 24′ 44″ O | 1989             | Leo Janischowsky                | Bronze lebensgroß. Gestiftet von der Firma Carl Brandt |      |
| Fischreiher                                          | Lennepark, Innenhof, Hagen-Hohenlimburg                                                      | 51° 21′ 15″ N, 7° 33′ 52″ O | 1960er Jahre     | Sabine Akkermann                | Bronze 180 cm hoch. Guss Schmäke Düsseldorf. Restauriert 2020/2021 von Uwe Will |      |
| Kupferrelief                                         | Käthe-Kollwitz-Schule, Liebigstraße 20–22, Hagen-Remberg                                     | 51° 21′ 27″ N, 7° 29′ 1″ O  | 1964             | Oskar Sommer                    | 2 mal rechts und links vom Eingang der Schule. Beide ca. 500 × 200 cm |      |
| Edelstahlrelief                                      | Umgesetzt in die Anlage Bahnhofstraße Ecke Neumarktstraße, Hagen-Mitte                       | 51° 21′ 37″ N, 7° 28′ 3″ O  | 1967             | Carl Baumann                    | Früher an der ehemaligen Verwaltung der Stadtwerke in der Hohenzollernstraße, ca. 300 × 1300 cm. |      |
| „Messen und Wiegen“                                  | Eichamt, Hagener Straße/Pappelstraße 3, Hagen-Boele                                          | 51° 23′ 15″ N, 7° 28′ 37″ O | 1970             | Klaus Herleb                    | Beton 230 × 600 cm |      |
| Freiplastik                                          | Geschwister-Scholl-Schule, Kapellenstraße 38, Hagen-Boelerheide                              | 51° 23′ 3″ N, 7° 28′ 10″ O  | 1973             | Klaus Herleb                    | Beton ca. 600 cm hoch |      |
| Skulptur Phönix                                      | Ischelandteich, Am Sportpark, Hagen-Altenhagen                                               | 51° 22′ 19″ N, 7° 28′ 15″ O | 2005             | Petr Fisham                     | Geschenk an die Hagener zum 20. Jahrestag der Partnerschaft Hagen-Smolensk. Gefördert mit Mitteln der Europäischen Union. |      |
| Skulptur BalanceAkt-Kinderrechte                     | Dr.-Ferdinand-David-Park, Potthofstraße, Hagen-Mitte                                         | 51° 21′ 30″ N, 7° 28′ 35″ O | 2010             | Alexander Parfeonov             | Bronze-Skulptur, Mädchen das ein Buch mit den Kinderrechten hochhält, balancierend auf einem Regenbogen. Symbol für 25 Jahre Städtepartnerschaft Hagen-Smolensk. |      |
| Skulptur                                             | Eugen-Richter-Straße 1–5, Hagen-Wehringhausen                                                | 51° 21′ 6″ N, 7° 27′ 30″ O  | 2021             | Zsolt Deák                      | Edelstahlrahmen mit farbigem Epoxidharz gefüllt (2 × 3 m, 200 kg). |      |